# Amorphophallus lambii
Amorphophallus lambii är en kallaväxtart som beskrevs av Simon Joseph Mayo och Elizabeth A. Widjaja. Amorphophallus lambii ingår i släktet Amorphophallus och familjen kallaväxter. Inga underarter finns listade.